# Phyxelididae
Phyxelididae zijn een familie van spinnen. De familie telt 12 beschreven geslachten en 54 soorten.

## Geslachten
- Ambohima Griswold, 1990
- Kulalania Griswold, 1990
- Lamaika Griswold, 1990
- Malaika Lehtinen, 1967
- Manampoka Griswold, Wood & Carmichael, 2012
- Matundua Lehtinen, 1967
- Namaquarachne Griswold, 1990
- Phyxelida Simon, 1894
- Pongolania Griswold, 1990
- Themacrys Simon, 1906
- Vidole Lehtinen, 1967
- Vytfutia Deeleman-Reinhold, 1986
- Xevioso Lehtinen, 1967

## Taxonomie
Voor een overzicht van de geslachten en soorten behorende tot de familie zie de lijst van Phyxelididae.